# GE Transportation
GE Transportation  (первоначально GE Rail) — дочерняя компания американской General Electric (до 2019 года), занимающаяся выпуском оборудования и машин для железнодорожного и морского транспорта, горнодобывающей и бурильной промышленностей, а также ветряных электростанций. Расположена в городе Эри (штат Пенсильвания), где происходит основная сборка локомотивов, дизельные двигатели же выпускаются в городе Гров-Сити.
Также в мае 2011 года компания объявила о намерениях построить локомотивостроительный завод в Форт-Уэрте (Техас), для удовлетворения растущего спроса.
В феврале 2019 года GE Transportation слилась с компанией Wabtec, которая выкупила контрольный пакет акций у General Electric.

## Железнодорожная продукция
На начало XXI века GE Transportation является крупнейшим тепловозостроительным предприятием на североамериканском континенте и занимает 70 % объёма на данном рынке. С 2005 года основная её продукция — тепловозы серии Evolution. В частности, несколько сотен данных тепловозов (серия ТЭ33А) были проданы в Казахстан. Весной 2007 года компания выпустила опытный гибридный тепловоз с экономичным расходом топлива, а в сентябре 2010 года объявила о его возможном серийном выпуске. Помимо тепловозов, компания выпускает также и электровозы, но в значительно меньшем количестве.
Компания также строит отдельные элементы конструкции локомотивов и вагонов и проводит модернизации. Помимо этого, GE Transportation для железнодорожного транспорта изготавливает оборудование для светофорной сигнализации.

## Прочее оборудование
Компания выпускает большое число электрических и дизельных двигателей для бурильных установок, карьерных самосвалов, дизели малой и средней мощности для судов, преимущественно буксиров и сходных с ними, ветряные электростанции.

## Интересный факт
На основном заводе компании в Эри широко используются пневматические подъёмные устройства, что позволяет быстрее переместить 200-тонный тепловоз из одного цеха в другой, что в свою очередь сократило время сборки на 16 %.